# Christoph Probst
Christoph Ananda Probst (ur. 6 listopada 1919 w Murnau am Staffelsee, zm. 22 lutego 1943 w Monachium) – niemiecki student, członek organizacji Biała Róża, ofiara represji nazistowskich.

## Życiorys
Był synem chemika Hermanna Probsta (1886–1936), zaś jego matką była druga żona Hermanna, żydówka Elise Jaffée. Uczęszczał do gimnazjum w Norymberdze w latach 1930–1932, a od 1932 roku do szkoły z internatem w Marquartstein. Od 1934 do 1937 roku przynależał do Hitlerjugend, ale nie był aktywnym członkiem. W 1935 roku wraz z Alexandrem Schmorellem uczęszczał do Realgymnasium w Monachium. Po samobójstwie ojca w maju 1936 roku przeniósł się do szkoły w Schondorf, gdzie zaprzyjaźnił się z nauczycielem Bernhardem Knoopem, który później został jego szwagrem, i ukończył szkołę średnią w 1937 roku, w wieku 17 lat. Po odbyciu służby wojskowej w Luftwaffe w Oberschleissheim latem 1939 roku rozpoczął studia medyczne na uniwersytetach w Monachium, Strasburgu i Innsbrucku. Podczas II wojny światowej pełnił służbę wojskową na froncie wschodnim. W wieku 21 lat ożenił się z Hertą Dohrn (1914-2016).
Probst, który poznał Sophie Scholl podczas studiów medycznych w Monachium, dołączył do Białej Róży dopiero w styczniu 1943 roku. Pomimo członkostwa, sam nie napisał żadnej z ulotek rozpowszechnianych przez Białą Różę, a jedynie niedokończony szkic jednej z ulotek, który znaleziono przy Scholl. Kiedy aresztowano Scholl i jej rodzeństwo, Gestapo miało więc dowód przeciwko Probstowi. Podczas przesłuchań i procesu poprosił o litość z powodu posiadania trojga dzieci oraz chorej żony. Rodzeństwo Schollów również bezskutecznie próbowało chronić Probsta i wziąć na siebie jak najwięcej winy, aby uchronić go przed skazaniem na śmierć.
Sąd wydał wobec niego wyrok śmierci za działalność antynazistowską. Krótko przed egzekucją Probst został ochrzczony przez księdza katolickiego. 22 lutego 1943 roku Christoph Probst został stracony za pomocą gilotyny w Więzieniu Stadelheim w Monachium.
W dniu 21 lutego 2019 roku został zrehabilitowany w ramach uroczystości upamiętniających studentów, które stały się ofiarami reżimu nazistowskiego.